# Raimonds Miglinieks
Raimonds Miglinieks (Riga, Sovjet-Unie, tegenwoordig Letland, 16 juli 1970) is een voormalig Sovjet- en Letse basketbalspeler.

## Carrière
Miglinieks begon zijn carrière in 1988 bij VEF Riga. In 1994 ging hij naar de Verenigde Staten om te spelen voor UC Irvine Anteaters in de NCAA. In 1996 keerde hij terug naar Letland om te spelen voor ASK/Brocēni/LMT. In 1997 verhuisde Miglinieks naar Polen om te afwisselend te spelen voor Śląsk Wrocław en Anwil Włocławek. In 2001 verhuisde hij naar Rusland om te spelen voor CSKA Moskou. In 2002 keerde hij terug naar Polen om te spelen voor Śląsk Wrocław. In 2003 stopte Miglinieks met basketbal.
Miglinieks werkte als coach in Letland bij ASK Riga.

## Privé
Raimonds heeft een broer, Igors Miglinieks, die ook basketbalspeler was.

## Erelijst
- Landskampioen Sovjet-Unie:
  - Derde: 1991
- Landskampioen Letland: 1
  - Winnaar: 1996
- Landskampioen Polen: 3
  - Winnaar: 1998, 1999, 2001